# Кабакуш
Кабакуш (баш. Ҡабыҡҡыуыш) — село в Стерлибашевском районе Республики Башкортостан Российской Федерации. Административный центр Кабакушского сельсовета.

## Этимология
Название "Ҡабыҡҡыуыш" происходит от слияния башкирских слов "ҡабыҡ" (кора) и "ҡыуыш" (дупло).

## География

### Географическое положение
Расстояние до:
- районного центра (Стерлибашево): 25 км,
- ближайшей ж/д станции (Стерлитамак): 72 км.

## Население
| 2002 | 2009 | 2010 |
| ---- | ---- | ---- |
| 620  | ↗635 | ↘589 |

Согласно переписи 2002 года, преобладающая национальность — башкиры (98 %).

## Религия
В селе есть мечеть.